# Castiarina quinquepunctata
Castiarina quinquepunctata es una especie de escarabajo del género Castiarina, familia Buprestidae. Fue descrita científicamente por Waterhouse en 1874.